# Maria Pauer
Maria Pauer (* Oktober 1734 oder 1736; † 6. Oktober 1750 in Salzburg) war die letzte Frau, die auf dem Gebiet des heutigen Österreichs wegen angeblicher Hexerei verbrannt wurde. In Medien wird sie häufig als die „Mühldorfer Hex“ bezeichnet.

## Leben
Maria Pauer war eine Magd in der Katharinenvorstadt von Mühldorf (heute Bayern, seinerzeit Erzstift Salzburg). Im Januar 1749 erledigte sie einen Botengang zu einem anderen Haus, das bald darauf typische Phänomene für angeblichen Geisterbefall zeigte. Dazu zählten klopfende Geräusche und sich bewegende Gegenstände. Diese Phänomene wurden mit der Anwesenheit von Maria Pauer in Verbindung gebracht; daraufhin wurde sie verhaftet.
Durch die Bedingungen während der Haft war sie bald schwach und apathisch. In den folgenden zwei Monaten wurde sie nach festen Interrogationsschemata verhört und musste einen Fragenkatalog von 557 Fragen beantworten. Schnell begann auch die Fahndung nach weiteren Mitschuldigen, und so wurden sowohl die Mutter Anna Maria Zötlin als auch Liesel Gusterer festgenommen und noch im selben Jahr hingerichtet.
Im weiteren Verlauf wurde Maria Pauer nach Salzburg überstellt und nochmals befragt. Dort legte sie vermutlich aus Verwirrung und Erschöpfung ein Geständnis ab und wurde zum Tode durch das Schwert mit Verbrennung des Leichnams verurteilt. Dieses Urteil wurde am 6. Oktober 1750 vollzogen.
2009 veröffentlichte der Erzbischof von Salzburg, Alois Kothgasser, eine Stellungnahme zum Mord an Maria Pauer als vermutlich letzte Schuldiggesprochene der Hexerei.